# Phragmidiella holwayi
Phragmidiella holwayi är en svampart som först beskrevs av H.S. Jacks., och fick sitt nu gällande namn av Buriticá 1996. Phragmidiella holwayi ingår i släktet Phragmidiella och familjen Phakopsoraceae.   Inga underarter finns listade i Catalogue of Life.